# 朝日寺 (久留米市大善寺町)
朝日寺（ちょうにちじ）は、福岡県久留米市大善寺町夜明に所在する臨済宗妙心寺派の寺院。山号は夜明山。本尊は地蔵菩薩。
筑後三十三観音霊場第20番札所であり、境内の観音堂は本尊を不空羂索観音、脇侍を十一面観音、聖観音とする。

## 歴史
平康頼（安徳天皇との説もあり）と藤吉種継の娘の子と云われる神子栄尊を開山として寛元3年（1245年）創建。寛文10年（1670年）に梅林寺の虎渓宗乙が中興し、この頃に臨済宗妙心寺派となる。
平成27年（2015年）新本堂建立。

## 文化財
- 木造神子栄尊坐像 福岡県指定文化財
- 木造聖観音立像 久留米市指定文化財
- 木造不空羂索観音立像 久留米市指定文化財
- 木造十一面観音立像 久留米市指定文化財